# Stian Tobiassen
Stian Tobiassen (31 dicembre 1974) è un ex calciatore norvegese, di ruolo difensore.

## Carriera

### Club
Tobiassen vestì le maglie di Moss, Sprint-Jeløy e Tronvik.

### Nazionale
Tobiassen fu tra i convocati per il mondiale Under-20 1993. Giocò anche una partita per la Norvegia under 21. Fu infatti in campo nella vittoria per 2-1 su una selezione semiprofessionistica inglese, gara disputata in data 1º giugno 1994.